# تاد بروست
تاد بروست (انگلیسی: Todd Brost؛ زادهٔ ۲۳ سپتامبر ۱۹۶۷) بازیکن هاکی روی یخ اهل کانادا بود.